# Falls of Halladale
Il Windjammer Falls of Halladale è stato una nave mercantile a vela britannica utilizzata dal 1886 al 1908.

## Storia

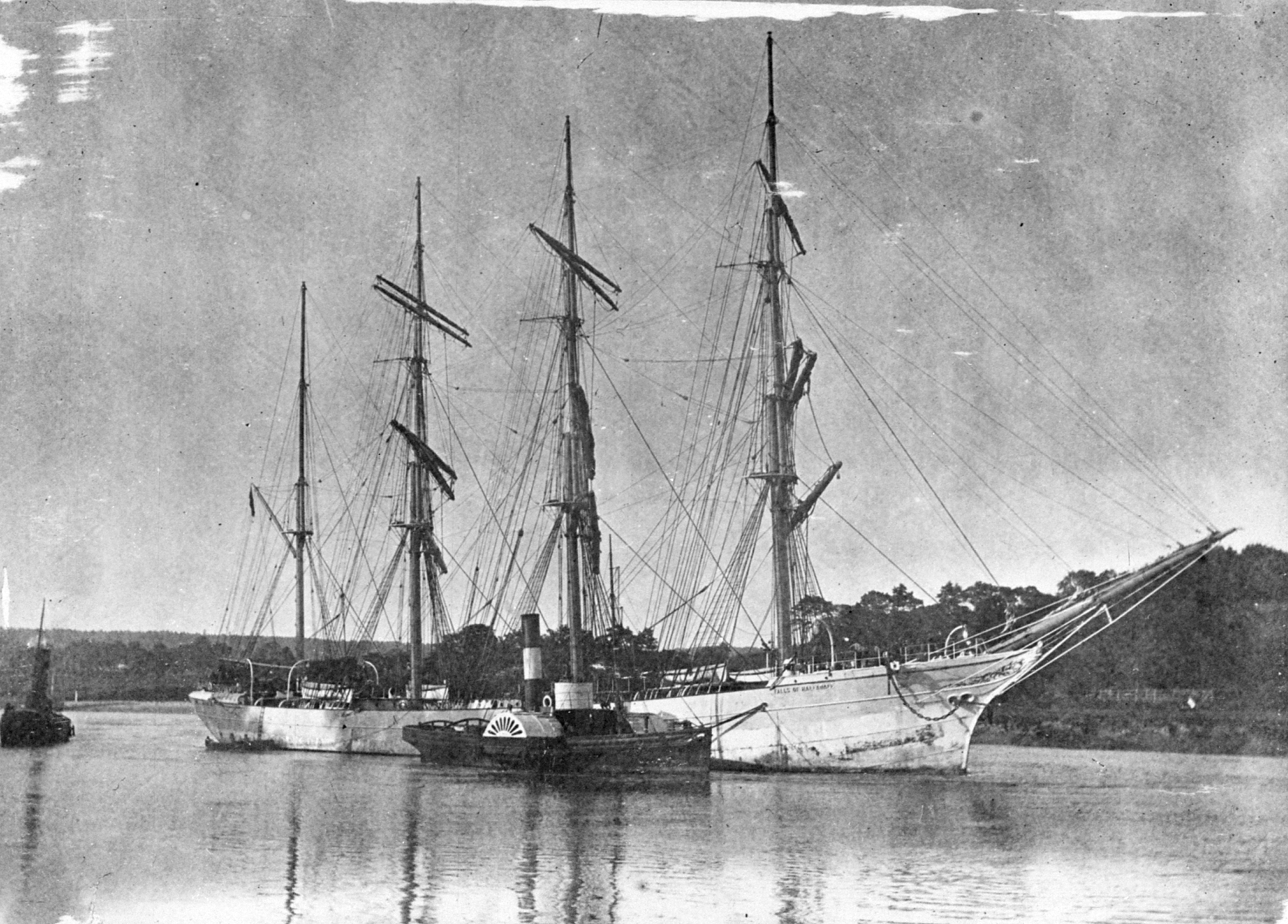
Il Falls of Halladale all'ormeggio.

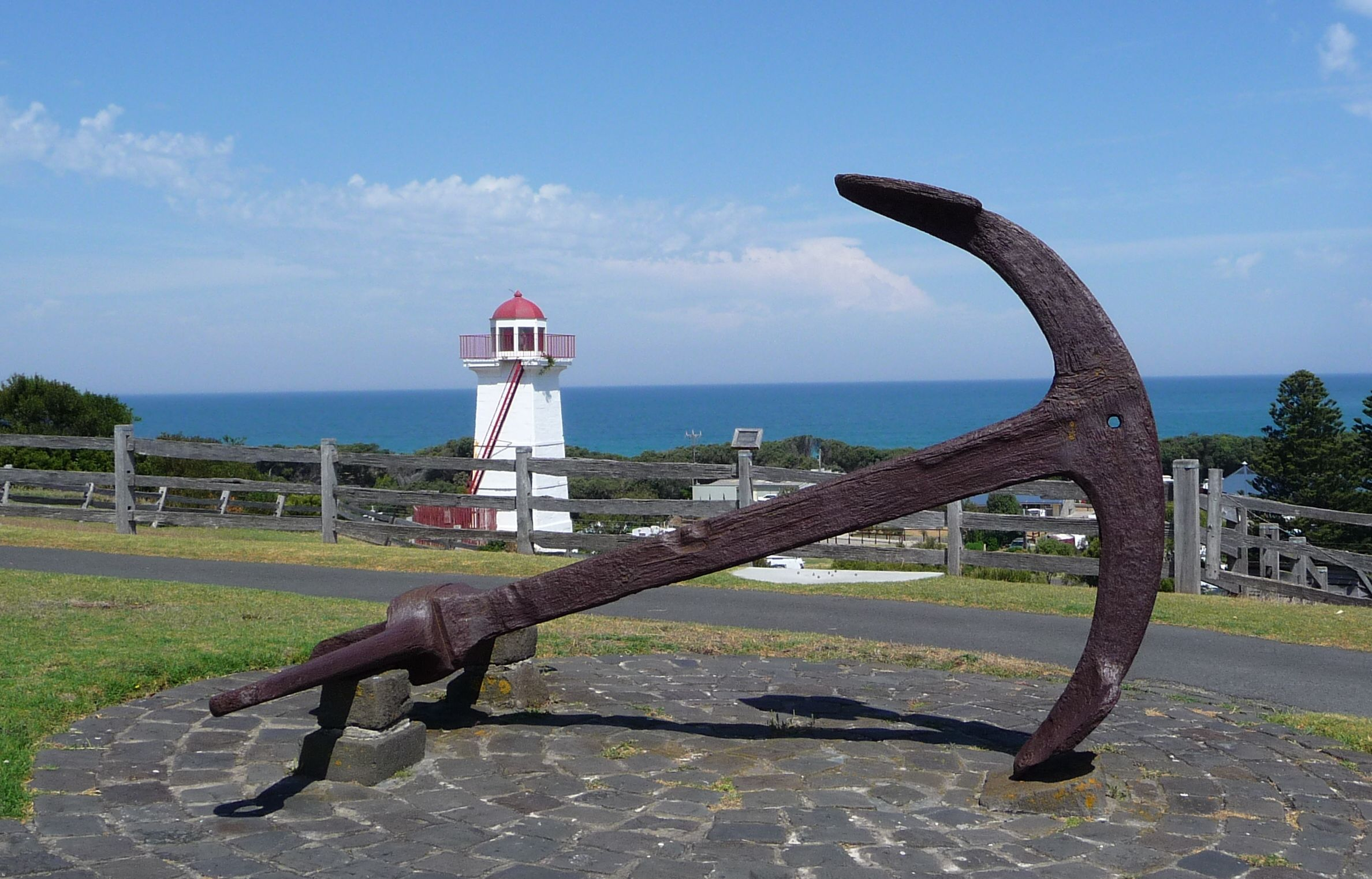
Ancora del Falls of Halladale, Flagstaff Hill Maritime Village, Warrnambool.

La nave mercantile a vela Falls of Halladale fu costruita presso il cantiere navale Russell and Company di Greenock, sul fiume Clyde nel 1886 per la Falls Line di Glasgow (numero di costruzione 130). Si trattava di una nave con quattro alberi realizzati in ferro e acciaio, dotata di stive per il trasporto di merci alla rinfusa.
Il disegno della nave era avanzato per l'epoca, incorporando caratteristiche che miglioravano la sicurezza e l'efficienza dell'equipaggio, come ponti sopraelevati per consentire all'equipaggio di spostarsi avanti e indietro in relativa sicurezza durante il mare grosso. La nave era lunga 83,87 m, larga 12,64 m, pescava 7,23 m, e dislocava 2.085 tonnellate di stazza (2.026 NRT).
La Falls of Halladale era la settima di otto navi similari con scafo in ferro costruite dal cantiere navale Russell & Co, La Falls of Halladale fu preceduta dalla Falls of Clyde (1878), Falls of Bruar (1879), Falls of Dee (1882), Falls of Afton (1882), Falls of Foyers (1883) e Falls of Earn (1884), e seguita dalla Falls of Garry (1886).
La nave trascorse gran parte della sua vita utile nel commercio di grano dal Pacifico verso l'Europa. Nel 1893 il capitano Peters salpò dal Tyne il 27 aprile con destinazione San Francisco, non incontrò altro che venti contrari, ebbe passaggio accidentato al largo di Capo Horn e venti leggeri nel Pacifico, impiegando 187 giorni per arrivare a destinazione.
Per la sua miglior traversata la Falls of Halladale impiegò 108 giorni tra Calcutta e Falmouth nella primavera del 1900. Nel 1902 impiegò 169 giorni da Astoria per raggiungere Queenstown. Ai comandi del capitano Thomson il Falls of Halledale salpò da Liverpool il 25 luglio 1903. Nel tentativo di aggirare Capo Horn la nave fu colpita da una serie di "snorters" e iniziò a imbarcare acqua, con l'equipaggio che dovette presidiare costantemente le pompe di sentina. In tre settimane vennero distrutte 19 vele, e poi una mareggiata tremenda si abbatté su tutta la lunghezza della murata principale, da un'altezza tale da fracassare perfino i ponti di prua e di poppa. Il capitano Thomson poi si arrese e decise di fare il lungo giro del mondo passando per il Capo di Buona Speranza. Quando la nave raggiunse la Nuova Zelanda, l'equipaggio esausto si ammutinò e costrinse la nave ad ancorare nello stretto di Foveaux per diversi giorni. Alla fine, con gli ammutinati in catene, la Falls of Halledale riprese il viaggio. Il 19 marzo 1904, tutta macchiata di ruggine e malconcia, con l'albero maestro principale rotto e il pennone di mezzana mancante, la nave riuscì faticosamente ad arrivare fino all'ancoraggio nella baia di San Francisco, dopo 238 giorni dalla partenza dal Liverpool.

### L'ultimo viaggio
Il 4 agosto 1908 il Falls of Halledale lasciò New York con destinazione Melbourne. Al comando del capitano Thomson, la nave trasportava un carico del valore di 35.000 sterline, che comprendeva 500 macchine da cucire, ferri da stiro, 6.500 galloni di petrolio, 14.400 galloni di benzina, vetreria e 56.763 piastrelle di ardesia americana. Nella notte del 14 novembre 1908 il Falls of Halladale, a causa di un errore di navigazione, fece naufragio vicino a Peterborough, sulla Shipwreck Coast di Victoria, in Australia. Il tempo era bello e soleggiato, ma sul mare aleggiava una fitta nebbia; il capitano, tratto in inganno da un falso orizzonte, stimò di trovarsi a 15 miglia dalla costa. Quando la nebbia si diradò la nave, con le vele spiegate, si trovava a poche centinaia di metri dalla costa diretta contro sugli scogli. Nel giro di due minuti la nave colpì la barriera corallina incagliandosi irreparabilmente, mentre le onde sommergevano il ponte e la Falls of halledale si riempiva d'acqua. L'equipaggio di 29 persone abbandonò la nave in sicurezza usando due scialuppe di salvataggio, che dovettero navigare per quattro miglia e mezzo fino a raggiungere una spiaggia sabbiosa nella Baia delle Isole. La nave affondata aveva ancora le vele spiegate. Per settimane dopo il naufragio, grandi folle di persone si radunarono per vedere la nave incastrata mentre gradualmente si deteriorava e affondava nelle acque poco profonde.
Subito dopo l'incidente, il comandante della nave, il capitano David Wood Thomson, fu portato davanti alla Court of Marine Inquiry di Melbourne dove fu ritenuto colpevole di cattiva condotta, avendo trascurato di effettuare i rilievi adeguati e di non essere riuscito a posizionare la nave con le mure a sinistra prima che fosse troppo tardi per evitare il naufragio. La punizione del capitano Thomson includeva una piccola multa e una sospensione di sei mesi del suo certificato di idoneità come comandante.
Oggi, i resti del Falls of Halladale sono una destinazione popolare per i subacquei sportivi. Il relitto è facilmente raggiungibile dai subacquei, a circa 300 metri dalla costa, in una profondità d'acqua compresa tra 3 e 15 metri. Lo scafo giace sul lato di tribordo crollato. Parte del carico originale di 56.763 tegole di ardesia rimane sul luogo del relitto, insieme a masse corrose di quelli che un tempo erano bobine di filo spinato. Ventiduemila tegole di ardesia furono recuperate tra il 1974 e il 1986 e utilizzate per fornire la copertura del tetto del Flagstaff Hill Maritime Village a Warrnambool. Una delle sue ancore è stata recuperata nel 1974 ed è esposta al villaggio. Il relitto è considerato di interesse storico e legalmente protetto.

### Annotazioni
1. ↑  Dal nome del fiume Halladale nella contea di Sutherland (Scozia),
2. ↑  La Falls of Clyde è preservata come nave museo presso il molo 7 del Porto di Honolulu. A causa delle pessime condizioni in cui si trova, dal 2023 non è più aperta al pubblico.

### Fonti
1. 1 2 3 4 5 6 7 8 9 10 11 12  Ship Modelers.
2. ↑  Clydeships.
3. 1 2 3 4 5 6 7 8 9 10 11 12 13 14 15 16 17  Heritage Council Victoria.